# Notiomaso grytvikensis
Notiomaso grytvikensis är en spindelart som först beskrevs av Tambs-Lyche 1954.  Notiomaso grytvikensis ingår i släktet Notiomaso och familjen täckvävarspindlar.
Artens utbredningsområde är Sydgeorgien. Inga underarter finns listade i Catalogue of Life.